# Monomio
In matematica un monomio è un'espressione algebrica costituita da un coefficiente e una parte letterale dove tra le lettere compaiono moltiplicazioni e elevamenti a potenza aventi esponente naturale.
Di seguito si elencano tre esempi:
- {\displaystyle 3x};
- {\displaystyle x^{2}y};
- {\displaystyle -x^{n}}.

Nell'ultimo esempio, l'esponente {\displaystyle n} è un numero naturale non specificato. In alcuni casi si ammette la presenza nel monomio di esponenti negativi e si parla di "monomi frazionari" (o "fratti"): in questo caso, il monomio è in realtà una frazione algebrica:
{\displaystyle 2x^{2}y^{-3}z=2{\frac {x^{2}z}{y^{3}}}.}
Talvolta si ammette anche l'operazione di estrazione di radice. I monomi con esponenti esclusivamente interi positivi sono detti "interi".
In un monomio non compaiono somme o sottrazioni, quindi un'espressione del tipo {\displaystyle x+3xy}, dove compaiono anche delle somme algebriche è detta polinomio;  un polinomio è quindi una somma algebrica di monomi.

## Coefficiente e parte letterale
Ogni monomio è diviso in due parti:
- il coefficiente del monomio è il termine con valore numerico esplicito, solitamente si trova all'inizio del monomio e quando questo è {\displaystyle 1} viene solitamente sottinteso;
- la parte letterale del monomio è costituita dall'insieme di lettere, spesso scritte con lettere minuscole[1].

Ad esempio il monomio {\displaystyle 6x^{2}y} ha coefficiente 6 e parte letterale {\displaystyle x^{2}y}.
I monomi {\displaystyle xy,} e {\displaystyle -x^{n}} hanno coefficiente {\displaystyle 1} e {\displaystyle -1} rispettivamente.
In alcuni contesti il coefficiente può contenere delle costanti non numeriche, indicate con delle lettere. Ad esempio l'espressione {\displaystyle 2ax^{2}} può indicare un monomio avente coefficiente {\displaystyle 2a} e parte letterale {\displaystyle x^{2}}. Di solito si intende distinguere fra quelle lettere come {\displaystyle a} che rappresentano delle costanti e altre lettere come {\displaystyle x} che rappresentano le variabili.
Un monomio senza parte letterale è detto "costante".

## Il grado di un monomio
Il grado complessivo di un monomio è la somma algebrica degli esponenti della parte letterale. 
Ad esempio, il monomio {\displaystyle 5x^{2}} ha grado 2. Le variabili senza esponente hanno come di consueto esponente 1 anche se non indicato esplicitamente: quindi {\displaystyle 3xy^{3}} ha grado {\displaystyle 1+3=4} dato che le variabili {\displaystyle x} e {\displaystyle y} hanno esponente 1 e 3 rispettivamente.
Il grado di un monomio rispetto a una lettera è invece dato dall'esponente che possiede quella lettera. Per esempio, il monomio {\displaystyle 3a^{3}b^{6}c} possiede grado {\displaystyle 3} rispetto alla lettera {\displaystyle a}, grado {\displaystyle 6} rispetto alla lettera {\displaystyle b} e grado {\displaystyle 1} rispetto alla lettera {\displaystyle c}.
I monomi costanti sono precisamente quelli con grado zero.

## Monomi simili
I monomi ridotti in forma normale aventi la stessa parte letterale, con gli stessi esponenti, si dicono "monomi simili". Ad esempio, quelli elencati di seguito sono monomi simili tra loro:
- {\displaystyle 3xz;}
- {\displaystyle -{\frac {3}{2}}xz;}
- {\displaystyle -5xz.}

Anche i seguenti sono monomi simili tra loro:
- {\displaystyle {\frac {3}{7}}y^{2}z^{3};}
- {\displaystyle y^{2}z^{3};}
- {\displaystyle -y^{2}z^{3}.}

Tra questi, due monomi aventi il coefficiente con valore assoluto uguale e segno opposto si dicono opposti, mentre due monomi aventi lo stesso coefficiente si diranno uguali.
Lo 0 viene chiamato "monomio nullo".

## Operazioni fra monomi

### Addizione algebrica
La somma algebrica di due o più monomi simili è un monomio simile ad essi, in cui il coefficiente è la somma algebrica dei coefficienti dei singoli monomi. Quando i monomi non sono simili la somma non può essere applicata e si lascia l'espressione inalterata. Quando si ha un'espressione con più monomi si deve sempre cercare di sommare i termini simili fino ad arrivare a una forma non più modificabile.

#### Addizione algebrica di monomi simili
L'addizione algebrica tra monomi simili è un'operazione interna, ossia ha come risultato un monomio simile a quelli dati il cui coefficiente è la somma algebrica dei coefficienti. Operativamente, si raccoglie a fattor comune la parte letterale, applicando all'inverso la proprietà distributiva della moltiplicazione rispetto all'addizione e poi si esegue la somma dei coefficienti numerici. Dei semplici esempi sono dati dalle seguenti somme: 
{\displaystyle 5b\,-3b\,+6b=(+5\,-3\,+6)b=8b;}
{\displaystyle {\frac {1}{2}}a\,-{\frac {5}{3}}a\,+6a=\left({\frac {1}{2}}\,-{\frac {5}{3}}\,+6\right)a=\left({\frac {3-10+36}{6}}\right)a={\frac {29}{6}}a;}
{\displaystyle 2x^{2}y+5x^{2}y=7x^{2}y.}

#### Addizione algebrica di monomi non simili tra loro
Quando i monomi non sono simili l'addizione algebrica non porta semplificazioni, l'espressione rimane inalterata ed il risultato non è più un monomio, ma un polinomio:
{\displaystyle 3a-y+{\frac {2}{5}}z.}

#### Addizione algebrica di monomi simili e non simili
La somma algebrica viene fatta solo tra monomi simili lasciando inalterati gli altri:
{\displaystyle 2a+3x-3a+7xy+6a-2b=(2-3+6)a+3x+7xy-2b=5a+3x+7xy-2b.}
Questo procedimento viene anche detto "riduzione dei termini simili".

### Prodotto
Il prodotto di due o più monomi è il monomio che ha per coefficiente il prodotto dei coefficienti dei singoli monomi e come parte letterale il prodotto delle loro parti letterali. Ogni fattore letterale ha l'esponente uguale alla somma degli esponenti che esso ha nei singoli monomi. Si ha pertanto che la moltiplicazione tra monomi è possibile anche quando i monomi non sono simili.
Considerando ad esempio il prodotto tra {\displaystyle 5ab^{3}y^{2}} e {\displaystyle -3a^{3}b^{5}}, il prodotto dei coefficienti è:
{\displaystyle 5\cdot (-3)=-15,}
mentre quello delle parti letterali è:
{\displaystyle ab^{3}y^{2}\cdot a^{3}b^{5}=a\cdot a^{3}\cdot b^{3}\cdot b^{5}\cdot y^{2}=a^{1+3}b^{3+5}y^{2}=a^{4}b^{8}y^{2},}
quindi il prodotto dei singoli monomi risulta essere
{\displaystyle 5ab^{3}y^{2}\cdot (-3a^{3}b^{5})=-15a^{4}b^{8}y^{2}.}
Altri esempi di moltiplicazione tra monomi:
{\displaystyle 4ay\cdot 3a^{2}x=12a^{3}xy;}
{\displaystyle -4x^{2}y^{2}\cdot -{\frac {1}{2}}x^{3}z=2x^{5}y^{2}z;}
{\displaystyle 2xy\cdot 3x^{2}a\cdot -x^{4}a^{3}b=-6x^{7}ya^{4}b.}

### Elevamento a potenza
La potenza di un monomio è il monomio che ha per coefficiente la potenza del coefficiente e per parte letterale la potenza di ciascun fattore letterale del monomio. Considerando il monomio {\displaystyle -2ab^{3}x^{2}} calcolare il suo cubo vuol dire moltiplicare 3 volte per se stesso il monomio:
{\displaystyle (-2ab^{3}x^{2})^{3}=(-2ab^{3}x^{2})\cdot (-2ab^{3}x^{2})\cdot (-2ab^{3}x^{2}),}
che per le regole del prodotto viste sopra diventa:
{\displaystyle (-2ab^{3}x^{2})^{3}=-8a^{3}b^{9}x^{6}.}
Altre potenze di monomi sono:
{\displaystyle (2xy^{2})^{3}=2^{3}x^{3}(y^{2})^{3}=8x^{3}y^{6};}
{\displaystyle (-{\frac {1}{3}}x^{3}yz^{2})^{2}={\frac {1}{9}}x^{6}y^{2}z^{4}.}

### Divisione
In alcuni casi molto particolari, anche il quoziente di due monomi è un monomio:
{\displaystyle {\frac {2x^{2}y}{xy}}=2x.}
Questo accade però solo in casi molto particolari, cioè quando il grado del monomio dividendo è maggiore o uguale del monomio divisore e quando le lettere che compaiono nel divisore si trovano, con grado maggiore o uguale, anche nel dividendo. In generale, un monomio che contiene delle lettere non ha un inverso (rispetto alla moltiplicazione). Ad esempio, dato il monomio {\displaystyle 2xy} non esiste nessun altro monomio che, moltiplicato per {\displaystyle 2xy}, dia come risultato 1. Questo perché la moltiplicazione fra monomi può solo incrementare il numero di lettere coinvolte, e non può eliminarle.
La divisione inoltre non è possibile quando il divisore è {\displaystyle 0}, ossia il monomio nullo.

### Minimo comune multiplo
Minimo comune multiplo tra due o più monomi è definito come quel monomio di grado minimo che è divisibile per i monomi dati.
I minimi comuni multipli tra due monomi sono infiniti, essi infatti possono avere qualsiasi coefficiente.
Per determinare la parte letterale del minimo comune multiplo tra due monomi si prendono tutte le lettere, comuni e non comuni, dei monomi con il loro massimo esponente.
Per quanto riguarda il coefficiente, per convenzione, si utilizza il minimo comune multiplo tra i coefficienti quando è possibile calcolarlo, altrimenti 1.
Esempi:
{\displaystyle {\text{mcm}}(2x^{2}y^{2};3x^{3}yz^{2})=6x^{3}y^{2}z^{2};}
{\displaystyle {\text{mcm}}\left(-{\frac {2}{3}}xy^{3}z^{4};3xy^{2}z^{5}\right)=xy^{3}z^{5}.}

### Massimo comune divisore
Massimo comune divisore tra due monomi è definito come quel monomio di grado massimo che divide i due dati. I massimi comuni divisori tra due monomi sono infiniti, essi infatti possono avere qualsiasi coefficiente.

## Altre definizioni
I monomi descritti sopra sono tutti in "forma normale", cioè espressi come un unico coefficiente numerico che moltiplica delle lettere, ciascuna delle quali compare una volta sola con un certo esponente. Lo stesso monomio può però essere espresso anche in altre forme, posizionando in modo diverso i suoi elementi. Ad esempio, le scritture
{\displaystyle 4x^{2}y,\quad 4xyx,\quad 2y2x^{2},}
rappresentano tutte lo stesso monomio, scritto in modi diversi. Solo la prima di esse rappresenta il monomio in forma normale.